# Lights Up
Lights Up è un singolo del cantante britannico Harry Styles, pubblicato l'11 ottobre 2019 come primo estratto dal secondo album in studio Fine Line.

## Scrittura e produzione
Ex membro della boy band One Direction, Harry Styles è emerso come artista solista nel 2017 con il suo album di debutto in studio omonimo, che incorporava fortemente un suono influenzato dal rock degli anni '70.

## Promozione
Harry Styles ha presentato Lights Up dal vivo per la prima volta il 16 novembre 2019 al Saturday Night Live.

## Accoglienza
Lights Up è stato accolto positivamente dalla critica. Roisin O'Connor per The Independent, che ha assegnato al brano quattro stelle su cinque, l'ha definito «intriso di echi di California Dreamin' e dominato da un ritmo psichedelico».

## Video musicale
Il video musicale, diretto da Vincent Haycock e girato a Cancún in Messico, è stato reso disponibile l'11 ottobre 2019 in concomitanza con l'uscita del singolo.

## Tracce
Testi e musiche di Harry Styles, Thomas Hull e Tyler Johnson.
Download digitale
1. Lights Up – 2:52

7"
- Lato A

1. Lights Up

- Lato B

1. Do You Know Who You Are?

## Formazione
Musicisti
- Harry Styles – voce, cori
- Tyler Johnson – cori, batteria, programmazione della batteria, basso, chitarra acustica, tastiera
- Kid Harpoon – chitarra elettrica
- Ivan Jackson – corno
- Ian Fitchuk – conga

Produzione
- Tyler Johnson – produzione, ingegneria del suono
- Kid Harpoon – produzione aggiuntiva
- Nick Lobel – ingegneria del suono
- Jeremy Hatcher – ingegneria del suono
- Sammy Witte – ingegneria del suono
- Randy Merrill – mastering
- Jon Castelli – missaggio
- Ingmar Carlson – assistenza al missaggio
- Matt Tuggle – assistenza all'ingegneria del suono
- Matt Wallick – assistenza all'ingegneria del suono

## Successo commerciale
Nella Billboard Hot 100, il singolo ha debuttato alla 17ª posizione, diventando il terzo brano da solista di Harry Styles ad entrare in classifica. Nel corso della settimana ha venduto 20 000 copie digitali e accumulato 21,5 milioni di riproduzioni in streaming, entrando alla 3ª posizione nella classifica digitale e alla 13ª di quella dedicata allo streaming.

## Classifiche

### Classifiche settimanali
| Classifica (2019) | Posizione massima |
| ----------------- | ----------------- |
| Australia         | 7                 |
| Austria           | 16                |
| Belgio (Fiandre)  | 52                |
| Belgio (Vallonia) | 54                |
| Canada            | 14                |
| Croazia           | 15                |
| Danimarca         | 30                |
| Estonia           | 5                 |
| Finlandia         | 20                |
| Francia           | 127               |
| Germania          | 50                |
| Grecia            | 4                 |
| Irlanda           | 4                 |
| Islanda           | 12                |
| Italia            | 37                |
| Lettonia          | 4                 |
| Lituania          | 3                 |
| Norvegia          | 16                |
| Nuova Zelanda     | 7                 |
| Paesi Bassi       | 36                |
| Polonia           | 29                |
| Portogallo        | 23                |
| Regno Unito       | 3                 |
| Repubblica Ceca   | 10                |
| Singapore         | 14                |
| Slovacchia        | 6                 |
| Spagna            | 65                |
| Stati Uniti       | 17                |
| Svezia            | 15                |
| Svizzera          | 22                |
| Ungheria          | 6                 |

### Classifiche di fine anno
| Classifica (2019) | Posizione |
| ----------------- | --------- |
| Lettonia          | 94        |
| Ungheria          | 86        |
| Classifica (2020) | Posizione |
| Portogallo        | 188       |